# Phiala infuscata
Phiala infuscata is een vlinder uit de familie van de Eupterotidae. De wetenschappelijke naam van de soort is voor het eerst voorgesteld als Stibolepis infuscata door Karl Grünberg in een publicatie uit 1907.
De spanwijdte bedraagt 54 millimeter.
De soort komt voor in Tanzania.